# Popovići (żupania zadarska)
Popovići – wieś w Chorwacji, w żupanii zadarskiej, w mieście Benkovac. W 2011 roku liczyła 210 mieszkańców.